# Hiroko Moriguchi
Cette page contient des caractères spéciaux ou non latins. S’ils s’affichent mal (▯, ?, etc.), consultez la page d’aide Unicode.
Pour les articles homonymes, voir Moriguchi (homonymie).
Hiroko Moriguchi (森口博子, Moriguchi Hiroko, née le 13 juin 1968 au Japon) est une chanteuse et actrice, qui débute en tant qu'idole japonaise en 1985. Elle a sorti une trentaine de singles et une quinzaine d'albums entre 1985 et 2000, et joué dans de nombreux drama télévisés depuis 1986. Elle est connue en occident pour avoir interprété quelques génériques de séries anime, notamment pour Gundam en 1985 et 1991, Les Samouraïs de l'Éternel en 1988, et les OAV de Jeu, set et match ! en 1989.

## Discographie

### Albums
- 水の星へ愛をこめて (1985.11.21)
- STILL LOVE YOU (1989.1.21)
- Prime Privacy (1989.11.21)
- Eternal Songs (1991.6.21)
- TRANQUILITY (1991.11.21)
- Eternal Songs II (1992.7.22)
- 引っ越しをするよ! (1992.9.16)
- いっしょに歩いていける (1993.7.7)
- あした元気になあれ (1993.12.1)
- LET'S GO (1994.5.25)
- PARADE (1995.7.5)
- Best of My Life～Single Selection (1995.11.22)
- きっと会いたくなるでしょう (1996.9.21)
- happy happy blue (1997.9.17)
- 軌跡 (1998.2.21)
- 森口博子 ALL SINGLES COLLECTION (2000.6.13)

### Singles
- Mizu no Hoshi e Ai wo komete (水の星へ愛をこめて) (1985.08.07)  (Thème d'ouverture de l'anime Mobile Suit Zeta Gundam)

Face B : Gin'iro Dress (銀色ドレス)
- Sumire no Kimochi -TRY ME AGAIN- (すみれの気持ち-TRY ME AGAIN-) (1986.02.21)

Face B : Joukyuusei (上級生)
- Still Love You (1987.04.21)

Face B : Generation
- Kareha Iro no Smile (枯葉色のスマイル) (1987.11.21)

Face B : Romance (純真（ロマンス）)
- Endless Dream (エンドレス・ドリーム) (1988.04.21) (thème d'ouverture de l'OAV Ace o Nerae! Final Stage)

Face B : Tooku kara Miteite (遠くから見ていて) (thème de fin de l'OAV Ace o Nerae! Final Stage)
- Samurai Heart (サムライハート) (1988.09.21) (Second thème d'ouverture de l'anime Les Samouraïs de l'Éternel)

Face B : BE FREE (Second thème de fin de l'anime Les Samouraïs de l'Éternel)
- Yume no Aikagi (夢の合鍵) (1989.08.21)

Face B : Kure Isogu Machikado ~Stardust Eyes~ (暮れ急ぐ街角~スターダストアイズ~)
- Koi wa Tahiti de Arearea! (恋はタヒチでアレアレア!) (1990.08.21)

Face B : Asobanakutcha Kurutchau (遊ばなくっちゃくるっちゃう)
- ETERNAL WIND ~Hohoemi wa Hikaru Kaze no Naka~ (ETERNAL WIND~ほほえみは光る風の中~) (1991.02.05) (Thème de fin de l'anime Mobile Suit Gundam F91)

Face B : Kimi wo Mitsumete (君を見つめて) (Thème d'ouverture de l'anime Mobile Suit Gundam F91)
- Yasashii Hoshi de (やさしい星で) (1991.11.21)

Face B : Glas no Orgel (ガラスのオルゴール)
- Yume ga Mori Mori (夢がMORI MORI) (1992.05.21)

Face B : Mizuiro no kuchibue (水色のくちぶえ)
- Speed (スピード) (1992.09.24)

Face B : Mado Utsu Ame (窓打つ雨)
- Whistle (ホイッスル) (1993.06.09)

Face B : Sora kara Tegami (空からの手紙)
- Ai wa Yume no tornari ni ~Dear Formula 1 Pilot~ (愛は夢のとなりに~Dear Formula 1 Pilot~) (1993.10.21)

Face B : Neko ni nari Hi (猫になる日)
- Let's Go! (1994.02.16)

Face B : Ashita Genki ni naare (あした元気になあれ)
- Yuuwaku shite yone Natsu da kara (誘惑してよね夏だから) (1994.06.22)

Face B : Osoroi no Itade (おそろいの痛手)
- LUCKY GIRL ~Shinjirumono wa Sukuwareru~ (LUCKY GIRL~信じる者は救われる~) (1994.11.03)

Face B : Aitakute Aenakute (会いたくて 会えなくて)
- Motto umaku Suki to Ietanara (もっとうまく好きと言えたなら) (1995.03.03)

Face B : Koibito ni narou (恋人になろう)
- Anata no soba ni irudakede (あなたのそばにいるだけで) (1995.06.21)

Face B : Voyage ~We're just one~
- Anata to ita Jikan (あなたといた時間) (1995.09.21)

Face B : Merry Christmas to You
- Shisen (視線) (1996.06.05)

Face B : Arifureta Itami (ありふれた痛み)
- Sono Mune no Naka de zutto zutto (その胸の中でずっとずっと) (1997.03.05)

Face B : Ichiban Fukai Yoru to Asa no aidade (いちばん深い夜と朝のあいだで)
- Someday Everyday (1997.08.21)

Face B : GIVE
- Hitori janaiyo (一人じゃないよ) (1997.11.12)

Face B : Moratta Bath Salt (もらったBath Salt)
- SAY SAY SAY (1998.11.06)

Face B : Aishiteru kotomo Iezu ni... (愛してることも言えずに…)
- Ashita Kaze ni Fukarete (明日 風に吹かれて) (2000.11.22)

Face B : Hoshizora (星空)
- Yasashiku naritai (優しくなりたい) (2005.04.27)

Face B : Deattekurete arigatou (出逢ってくれてありがとう)
- Mou hitotsu no Mirai ~starry spirits~ (もうひとつの未来~starry spirits~) (2007.11.28)

Face B : Soredemo, Ikiru (それでも、生きる)

## Filmographie

### Drama
- Sailor Fuku Hangyaku Doumei (Nippon Television, 1986)
- Reiko Shiratori de gozaimasu! (Tokyo Broadcasting System, 1989)
- Nurse Station (Tokyo Broadcasting System, 1991)
- For You (Fuji Television, 1995)
- Ai no Gekijou: Kao Ai no Gekijou: Sashisuseso!? (Tokyo Broadcasting System, 1997)
- Renzoku TV Shousetsu: Teruteru Kazoku (2003 - 2004)
- Ai no Gekijou: Uchi wa Step Family (Tokyo Broadcasting System, 2005)
- Saturday Wide Gekijou: "Otori Sousakan, Shiho Kitami 13: Bus Robe Renzoku Satsujin" (TV Asahi, 2008)

### Théâtre
- Togenuki Ongakutai (2002)
- Koshuu no Kishi (2004)
- Osu Junjou Ongakutai (2006)
- Ashura no gotoku (2006)
- Comédie musicale "Titanic" (2007)
- Comédie musicale "SHOUT!" (2008)

### Film
- Bubble e GO!! Time Machine wa Drum Shiki (alias: Bubble Fiction: Boom or Bust) (2007)

## Liens
- (ja) Hiroko Moriguchi - Site officiel
- (ja) Discographie officielle: albums
- (ja) Discographie officielle: singles
- (en) Fiche sur Anime news network
- « Hiroko Moriguchi » (présentation), sur l'Internet Movie Database